# Takastenus longidentatus
Takastenus longidentatus là một loài tò vò trong họ Ichneumonidae.